# Jemnice
Jemnice (in tedesco Jamnitz) è una città della Repubblica Ceca facente parte del distretto di Třebíč, nella regione di Vysočina.